# Hospital del Trauma Prof. Dr. Manuel Giani
El Hospital de Trauma Prof. Dr. Manuel Giagni, conocida anteriormente como Centro de Emergencias Médicas (CEM), es un centro hospitalario de traumas y otras emergencias médicas, ubicado sobre la Avenida General Santos de la ciudad de Asunción, Paraguay.
Este hospital, dependiente del Ministerio de Salud Pública y Bienestar Social, es la instancia de referencia nacional en materia de primeros auxilios, creada para prestar atención a las urgencias médico, quirúrgicas y traumatológicas. El hospital posee áreas de prevención, promoción, investigación y docencia, admisión, internación ambulatoria y medios auxiliares de diagnóstico, además de un Banco de Sangre.
Por Decreto Nº4538/15 del 7 de diciembre de 2015, el Centro de Emergencia Médicas pasa a ser Hospital del Trauma, debido a la complejidad de casos que son atendidos en el mencionado nosocomio.

## Servicios
Los servicios que brindan son: urgencias, traumatología, cirugía, neurocirugía, maxilofacial, cuidados intensivos, imágenes, laboratorio, fisioterapia, entre otros, a cargo de calificados profesionales médicos y de enfermería. En Paraguay, el único lugar donde se realizan cirugías de alta complejidad, a nivel público, es el Centro de Emergencias Médicas(CEM). 
Los pacientes que recurren a los servicios del CEM son de todo el país, en un alto porcentaje de Asunción y el Área Metropolitana. Oficialmente el nosocomio de primeros auxilios se llama desde el año 1999 "Dr. Luís María Argaña", pero a partir del 5 de octubre de 2009, mediante el Decreto Nº 3.043, pasó a llamarse "Prof. Dr. Manuel Giagni", destacada figura de la medicina paraguaya, director por muchos años de este nosocomio, el ex Primeros Auxilios que estaba ubicado sobre la calle Brasil y Fulgencio R. Moreno de Asunción.

## Centro Nacional de Toxicología
El Centro de Emergencias Médicas alberga también al Centro Nacional de Toxicología y al Centro Oftalmológico Nacional, con consultorios y sala de láser. También funciona una Residencia de Trauma, la primera en el país creada a través de la Resolución N° 34 del ministerio paraguayo de Salud con el respaldo de la Facultad de Ciencias Médicas de la Universidad Nacional de Asunción.